# Copris fricator
Copris fricator är en skalbaggsart som beskrevs av Fabricius 1787. Copris fricator ingår i släktet Copris och familjen bladhorningar. Utöver nominatformen finns också underarten C. f. cartwrighti.

## Bildgalleri

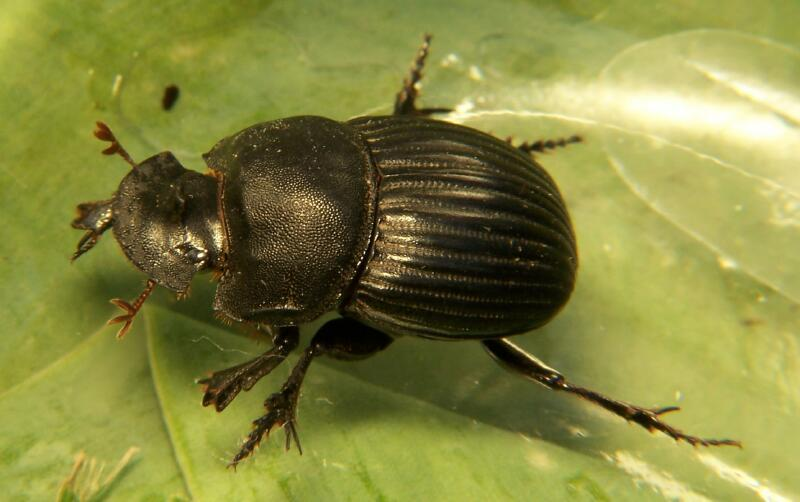